# Death Row Records
Death Row Records — американський звукозаписний лейбл. Був заснований в 1991 The D.O.C., Dr. Dre, Шугом Найтом і Діком Гріффі. У різний час у лейбла було укладено контракт із багатьма відомими реперами західного узбережжя: 2Pac, Outlawz, Dr. Dre, Snoop Dogg, Nate Dogg та Tha Dogg Pound.
Лейбл продав понад 50 млн копій альбомів у світі та отримав близько $750 мільйонів доларів прибутку. На лейблі також неодноразово видавалися RBX, The Lady of Rage, Warren G, K-Solo, Michel'le, Danny Boy, DJ Quik, Petey Pablo, Tha Realest, Lisa «Left Eye» Lopes і Crooked I.

## Всесвітній успіх

### The ChronicіDoggystyle
The Chronic стає одним із класичних альбомів в історії хіп-хопу. Близько половини пісень в альбомі Dr. Dre виконує зі Snoop Doggy Dogg. Окрім інших в альбомі є пісня «Fuck Wit' Dre Day (And Everybody's Celebratin')» — дис на Eazy-E. З музичного боку альбом теж став одкровенням, він був виконаний у стилі джі-фанк. В наступному році Snoop Doggy Dogg випускає свій дебютний альбом Doggystyle, який також згодом став класикою жанру.

## Піднесення Найта та вихід Dre
У 1995, незабаром після того, як Тупак уклав контракт з Death Row, Dre покинув лейбл, аргументуючи своє рішення тим, що Шуг Найт став корумпованим, нечесним і неконтрольованим. Після смерті Тупака в 1996 році лейбл почав стрімко розпадатися.

## Death Row у 2000-х
Шуг Найт був змушений продати лейбл — таке було рішення суду у справах про банкрутство. Матеріальні проблеми на Death Row почалися в 2005 році, коли Лідія Херріс зажадала від Шуга $107 мільйонів, заявивши, що він заборгував її частку від прибутку лейбла. 2006 року Death Row був визнаний банкрутом.
Легендарний лейбл був практично проданий на аукціоні компанії Global Music Group за 24 мільйони доларів, але угода не відбулася через різні розбіжності. Зрештою проданий за $18 мільйонів фірмі WIDEawake Entertainment.
Інтерес до лейблу також виявляли Warner Music Group і Koch Records.
У 2012 році збанкрутувала New Solutions Financial Corp. — Канадська компанія, що володіє WIDEawake Death Row. Їм довелося виставити на продаж лейбл із повним каталогом авторських прав на весь матеріал. Угода з продажу відбулася 10 грудня.
Починаючи з 2013 року, усіма музичними правами, матеріалом та самою маркою Death Row володіє Entertainment One .
Потім лейбл перейшов у володіння Blackstone і MNRK.
У лютому 2022 року Snoop Dogg викупив права на лейбл Death Row Records, ставши його власником. Одним із перших підписантів став джи-фанк репер із Сан-Бернардіно Doggystyleeee, який випустив сингл «Hit Em Up». 11 лютого вийшов двадцятий сольний альбом Snoop Dogg «BODR». Раніше він заявляв про свої плани після викупу лейбла підписати на нього таких сучасних виконавців хіп-хопу Західного узбережжя, як YG, Ty Dolla $ign та Roddy Ricch.

## Дискографія
| Виконавець          | Назва альбому                                                                                    | Дата виходу       | Позиція в чарті Billboard 200 | Надані сертифікати  | Сингли |
| ------------------- | ------------------------------------------------------------------------------------------------ | ----------------- | ----------------------------- | ------------------- | --- |
| Dr. Dre             | The Chronic                                                                                      | 15 грудня 1992    | 3                             | чотирьох-платиновий | «Fuck Wit Dre Day», «Let Me Ride», «Nuthin’ But a „G“ Thang»                                                             |
| Snoop Doggy Dogg    | Doggystyle                                                                                       | 23 листопада 1993 | 1                             | шести-платиновий    | «Who Am I», «Gin and Juice», «Doggy Dogg World»                                                                          |
| Збірник             | Above the Rim                                                                                    | 22 березня 1994   | 1                             | дво-платиновий      | «Regulate», «Anything», «Afro Puffs», «Part-Time Lover»                                                                  |
| Збірник             | Murder Was The Case                                                                              | 15 жовтня 1994    | 1                             | дво-платиновий      | «Woman To Woman», «Natural Born Killaz», «U Better Recognize», «Murder Was The Case», What Would You Do?"                |
| Tha Dogg Pound      | Dogg Food                                                                                        | 31 жовтня 1995    | 1                             | дво-платиновый      | «Respect», «Let's Play House», «New York City»                                                                           |
| 2Pac                | All Eyez On Me                                                                                   | 13 лютого 1996    | 1                             | діамантовий         | «California Love», «2 of Amerikaz Most Wanted», «How Do You Want It», «All Bout U», «Life Goes On», «I Ain't Mad at Cha» |
| Makaveli (2Pac)     | The Don Killuminati: The 7 Day Theory                                                            | 5 листопада 1996  | 1                             | чотирьох-платиновий | «Toss It Up», «To Live & Die in L.A.», «Hail Mary»                                                                       |
| Snoop Doggy Dogg    | Tha Doggfather                                                                                   | 12 листопада 1996 | 1                             | дво-платиновий      | «Doggfather», «Snoop's Upside Ya Head», «Vapors»                                                                         |
| Збірник             | Death Row Greatest Hits                                                                          | 26 листопада 1996 |                               |                     | |
| Виконавці Death Row | Christmas on Death Row                                                                           | 5 грудня 1996     |                               |                     | «Santa Clause Goes Straight to the Ghetto»                                                                               |
| Збірник             | Gridlock'd                                                                                       | 28 січня 1997     | 1                             | золотий             | «Wanted Dead or Alive», «Lady Heroin», «It's Over Now»                                                                   |
| Lady of Rage        | Necessary Roughness                                                                              | 4 червня 1997     |                               |                     | «Sho Shot», «Get Wit’ Da Wickedness»                                                                                     |
| Збірник             | Gang Related                                                                                     | 7 жовтня 1997     | 2                             | дво-платиновий      | «Made Niggaz» |
| Daz Dillinger       | Retaliation, Revenge and Get Back                                                                | 31 березня 1998   | 8                             | золотий             | «In California», «It Might Sound Crazy»                                                                                  |
| Michel'le           | Hung Jury                                                                                        | 24 серпня 1998    | 56                            |                     | «Hang Tyme», «Can I Get A Witness?»                                                                                      |
| 2Pac                | Greatest Hits                                                                                    | 24 листопада 1998 | 3                             | діамантовий         | «Changes», «Unconditional Love»                                                                                          |
| Виконавці Death Row | Suge Knight Represents: Chronic 2000                                                             | 27 квітня 1999    | 11                            |                     | «Who Do U Believe In?», «Like It or Not»                                                                                 |
| Виконавці Death Row | Too Gangsta for Radio                                                                            | 26 вересня 2000   | 171                           |                     | «Thug Nature» |
| Snoop Doggy Dogg    | Dead Man Walkin’                                                                                 | 31 жовтня 2000    | 24                            |                     | «Head Doctor» |
| Tha Dogg Pound      | 2002                                                                                             | 31 липня 2001     | 36                            |                     | «Just Doggin’» |
| Snoop Doggy Dogg    | Death Row: Snoop Doggy Dogg at His Best                                                          | 23 жовтня 2001    | 28                            |                     | «Midnight Love» |
| 2Pac                | Until the End of Time                                                                            | 27 березня 2001   | 1                             | трьох-платиновий    | «Until the End of Time», «Letter 2 My Unborn»                                                                            |
| 2Pac                | Better Dayz                                                                                      | 26 листопада 2002 | 5                             | дво-платиновий      | «Still Ballin’», «Thugz Mansion», «Who Do U Believe In?»                                                                 |
| Виконавці Death Row | 15 Years on Death Row                                                                            | 26 грудня 2006    |                               |                     | |
| Збірник             | Death Row: The Singles Collection                                                                | 6 червня 2007     |                               |                     | |
| Dr. Dre             | The Chronic Re-Lit                                                                               | 1 вересня 2009    |                               |                     | |
| Snoop Dogg          | Death Row: The Lost Sessions Vol. 1                                                              | 13 жовтня 2009    |                               |                     | «Fallin Asleep On Death Row»                                                                                             |
| Збірник             | The Ultimate Box Set                                                                             | 24 листопада 2009 |                               |                     | |
| Kurupt              | Down & Dirty                                                                                     | 9 квітня 2010     |                               |                     | |
| Danny Boy           | It's About Time                                                                                  | 20 квітня 2010    |                               |                     | «All About You» |
| Crooked I           | Hood Star                                                                                        | 16 липня 2010     |                               |                     | |
| Sam Sneed           | Street Scholars                                                                                  | 25 січня 2011     |                               |                     | «Lady Heroin», «New World Order», «The Exodus»                                                                           |
| LBC Crew            | Haven't You Heard…                                                                               | 8 лютого 2011     |                               |                     | |
| Snoop Dogg          | Three Disc Collection: Tha Doggfather, Death Row: The Lost Sessions Vol. 1 & Murder Was The Case | 8 березня 2011    |                               |                     | |
| O.F.T.B.            | Damn Near Dead                                                                                   | 12 липня 2011     |                               |                     | «Check Yo Hood» |
| Jewell              | My Blood, My Sweat, My Tears                                                                     | жовтень 2011      |                               |                     | |
| Jewell              | Black Diamond                                                                                    | листопад 2011     |                               |                     | |
| Збірник             | 20 To Life: Volume 1                                                                             | 10 травня 2012    |                               |                     | |
| Tha Dogg Pound      | Doggy Bag                                                                                        | 3 липня 2012      |                               |                     | |
| Збірник             | 20 To Life: Volume 2                                                                             | 25 вересня 2012   |                               |                     | |
| Snoop Dogg          | B.O.D.R                                                                                          | 13 лютого 2022    |                               |                     | |